# (71539) VanZandt
(71539) VanZandt est un astéroïde de la ceinture principale.

## Description
(71539) VanZandt est un astéroïde de la ceinture principale. Il fut découvert le 7 février 2000 aux monts Santa Catalina par le programme CSS (Catalina Sky Survey). Il présente une orbite caractérisée par un demi-grand axe de 3,13 UA, une excentricité de 0,06 et une inclinaison de 10,5° par rapport à l'écliptique.

## Compléments